# Aspidopholas yoshimurai
Aspidopholas yoshimurai is een tweekleppigensoort uit de familie van de Pholadidae. De wetenschappelijke naam van de soort is voor het eerst geldig gepubliceerd in 1930 door Kuroda & Teramachi.